# 素盞烏尊神社 (大阪市)
素盞烏尊神社（すさのおのみことじんじゃ）は大阪市北区大淀南に鎮座する神社。通称は八坂神社。

## 祭神
- 素盞烏尊（牛頭天王）

## 歴史
- 創建年代不詳ながら牛頭天王社・祇園社と呼ばれた浦江の氏神。
- 明治50年（1987年） – 素盞烏尊神社に改め、村社に列す。
- 明治41年（1908年）12月12日 – 西里中の八幡神社、江川の野々宮、宮の前の斎宮社を合祀。
- 明治42年（1909年）6月 – 神饌幣帛料供進社に指定される。
- 明治45年（1912年）7月25日 – 東殿の和邇社を合祀。
- 昭和20年（1945年） – 大阪大空襲で焼失。
- 昭和52年（1977年）4月16日 – 再建。

## 境内
- 王仁社　王仁臣
- 八幡社　応神天皇
- 斎宮社　飯豊受皇女神
- 野々宮社　飯豊受皇大神

王仁社に関し、『摂津名所図会』では「犬江殿古蹟（おほえどのこせき）難波旧図、田蓑島にあり。この所斎宮女御御楔の地、今大仁村の北端に古松一株あり。その下に石造の宮の屋根なるもの見ゆる。余は土中に埋もれたり。これ、祓除の地の古称なるか。」と記述し、『摂津名所図会大成』では「大古墳」とある。
一本松大明神・正一位稲荷大明神・王仁大明神と呼ばれ、王仁の墓との伝承があるが、
井上正雄は大仁の和邇部が誤って伝わったとし、
三善貞司は大化2年（646年）に孝徳天皇が制定した大仁墓のことかと、いずれも否定的である。

## 交通アクセス
- 大阪環状線福島駅より　北西に徒歩9分。